# Anuel AA
Emmanuel Gazmey Santiago (Carolina, 26 de noviembre de 1992) más conocido por su nombre artístico Anuel AA, es un cantante y compositor puertorriqueño de reguetón y trap latino.
Criado en Carolina, Puerto Rico, comenzó a grabar música a los catorce años y comenzó a publicarla en línea cuatro años después en 2010, antes de finalmente firmar con la división latina del grupo musical Maybach Music Group del rapero estadounidense Rick Ross.
En 2016, su carrera quedó en suspenso debido a que fue sentenciado a prisión por treinta meses por posesión ilegal de armas de fuego en Puerto Rico. Grabó la totalidad de su álbum debut mientras estaba encarcelado, tiempo durante el cual su música ganó popularidad. El 17 de julio de 2018, fecha en que fue liberado de prisión, lanzó su álbum debut titulado Real hasta la muerte. En los próximos seis meses, apareció en el listado Hot Latin Songs de Billboard, consolidando su posición como uno de los mejores artistas latinos.
En agosto de 2019, lanzó la canción «China», una colaboración con Daddy Yankee, Karol G, Ozuna y J Balvin. Desde entonces, lanzó otras como «Me gusta» con Shakira, y su tercero álbum, Emmanuel, que fue lanzado el 29 de mayo de 2020. También en noviembre del año 2021 lanzó su segundo álbum de estudio titulado Las leyendas nunca mueren, el cual ocupó el primer lugar en las listas Top Latin Albums y Latin Rhythm Albums de Billboard.

## Biografía
Nacido y crecido en un proyecto de vivienda en Carolina, Puerto Rico, hijo de José Gazmey, un afro-puertorriqueño que se desempeñó como vicepresidente de la división puertorriqueña del departamento de A&R Sony Music. Su madre, quien se crio en Milwaukee, es de ascendencia blanca puertorriqueña.
Cuando era niño, su padre trabajaba en el estudio con artistas de salsa como Héctor Lavoe y Fania All-Stars. Si bien no se identifica como un fanático de dicho género, recuerda que ver a su padre interactuar con estos artistas inspiró un interés en la industria discográfica. Sin embargo, su padre perdió su trabajo cuando el tenía quince años, lo que supuso una presión económica para la familia y lo llevó a convertirse en lo que la revista Rolling Stone describió como un «hijo de la calle».
Idolatraba al rapero estadounidense Tupac Shakur mientras crecía y aspiraba a emular su estilo de vestir, particularmente su énfasis en las joyas.

## Carrera musical

### Inicios
Declaró: "Mi música es mi alma hablando, literalmente. Es espiritual. Tiene muchos sentimientos, mucho dolor. Son mis experiencias al crecer en la calle". Comenzó a grabar música a los catorce años y a publicarla en línea a los dieciocho en 2010. Su música obtuvo millones de reproducciones y, finalmente, fue contratado por el rapero estadounidense Rick Ross para la división latina de Maybach Music Group. El éxito de este mixtape lo llevó a conseguir un artículo invitado en el álbum Odisea de Ozuna en 2017.

### 2016-2018: Encarcelamiento yReal hasta la muerte

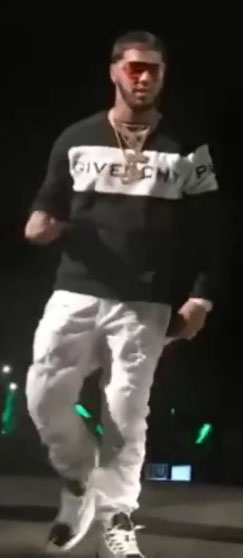
Anuel AA actuando en octubre de 2018

En abril de 2016, fue arrestado en Guaynabo (Puerto Rico), y sentenciado a treinta meses de prisión federal por posesión ilegal de tres armas de fuego. Billboard señaló que el trap latino ganó popularidad mientras estaba en prisión, escribiendo, "Anuel permaneció tras las rejas, mientras que afuera, su música floreció". Después de ser arrestado y encarcelado, grabó su álbum debut mientras estaba en prisión. Hizo esto principalmente grabando su voz por teléfono y aprovechando su estadía obligatoria en un centro de rehabilitación de Miami para completar el álbum.
Lanzó su álbum debut Real hasta la muerte el 17 de julio de 2018, el día en que salió de prisión. Rolling Stone lo incluyó en su lista de «Mejores álbumes latinos de 2018», señalando que el artista demuestra «instintos de pop impresionantes» y además comentó: «Mientras Anuel mantiene un pie en el trap, también está mirando hacia la corriente principal del pop latino». Real hasta la muerte alcanzó el puesto 42 en el Billboard 200 y encabezó la lista Billboard Top Latin Albums en los Estados Unidos. El lanzamiento del álbum, junto con la liberación del artista de la prisión, atrajo una atención significativa de los medios; se sorprendió por la respuesta del público y afirmó que «ni siquiera sabía hablar en las entrevistas» después de estar encarcelado por más de dos años. Logró ubicar su primer éxito en el Billboard Hot 100 en agosto de 2018 a través de su colaboración con el rapero estadounidense 6ix9ine en la canción «Bebe».
En los seis meses posteriores al lanzamiento de Real Hasta la Muerte, contribuyó con su voz en once sencillos de Billboard Hot Latin Songs, incluido "«Ella quiere beber» con el cantante de bachata dominicano-estadounidense Romeo Santos. También colaboró con Nicki Minaj y Bantu en la canción «Familia» para la banda sonora de Spider-Man: Un nuevo universo, lanzada en diciembre de 2018. En enero de 2019, lanzó el sencillo «Secreto» con la cantante colombiana Karol G, confirmando la relación romántica entre los dos artistas en el video musical que acompaña a la canción, el cual alcanzó el número 68 en el Billboard Hot 100 y el número cinco en las listas de Hot Latin Songs de Estados Unidos. Se inspiró en el momento en que estaban saliendo pero aún no habían hablado públicamente de su relación.

### 2019-2020: «China» yEmmanuel
En julio de 2019, lanzó «China», una colaboración con Daddy Yankee, Karol G, Ozuna y J Balvin. La canción muestra en gran medida el sencillo de Shaggy de 2000, «It Wasn't Me». «China» debutó en el número dos en la lista Hot Latin Songs de Billboard y encabezó las listas Latin Digital Songs y Latin Streaming Songs con 1,000 descargas vendidas y 14.1 millones de transmisiones, mientras que el video que lo acompaña se incluyó en la lista de Rolling Stone, «10 mejores videos de música latina de julio». Luego, apareció en el sencillo «Whine Up» del álbum Íntimo de Nicky Jam, lanzado el 1 de noviembre de 2019.
En enero de 2020, colaboró con Shakira en la canción «Me gusta», que interpola la canción de 1992 de la banda de reggae jamaicana Inner Circle, «Sweat (A La La La La Long)». Rolling Stone llamó a la canción «un número de rock para un amante pausado con un delicado toque de dembow». Después, apareció en el álbum YHLQMDLG de Bad Bunny en la canción «Está cabrón ser yo».
El 5 de abril, publicó el sencillo «3 de abril» que conmemora el día en que el artista fue arrestado. La canción refleja su problemática juventud y los desafíos que enfrentó mientras estaba encarcelado. Suzy Exposito de Rolling Stone calificó la pista como una «conmemoración aleccionadora». También en abril, lanzó el sencillo y el video de «Follow» con Karol G, filmado en Miami.
El 27 de mayo de 2020, anunció y reveló la lista de canciones de su segundo álbum, Emmanuel, que fue lanzado el 29 de mayo. Originalmente había planeado lanzar el álbum en abril, pero pospuso la fecha debido a la pandemia. El día del estreno del álbum, lo promovió con el lanzamiento de tres yates de lujo frente a la costa del vecindario Isle of Normandy de Miami. Cada yate tenía el nombre Emmanuel escrito en el costado y tocaba su música a un volumen alto. El rapero explicó su estrategia promocional diciendo: "Todos hacen su fiesta de lanzamiento en un club. ¿Y con el coronavirus? ¡Yo no iría al club ahora mismo!". El álbum doble de 22 pistas cuenta con colaboraciones de Bad Bunny, Enrique Iglesias, Travis Barker, Tego Calderón, Karol G, Lil Wayne, Farruko, Yandel y Ñengo Flow. Con respecto al título del álbum, el artista explicó: Es mi nombre y significa "Dios con nosotros. Quería que el álbum tuviera esa buena vibra. Es mi vida, convertida en música.
En noviembre de 2020, indicó en una publicación de Instagram que se retiraba de la industria de la música. El 19 de noviembre, lanzó una nueva canción, «Me contagié 2», en la que habla sobre la depresión, indica infelicidad con sus relaciones y expresa angustia por el hecho de que su carrera a menudo lo aleja de su hijo pequeño, quien le ha pedido que se retire. Cierra la canción con el enunciado "En estos Grammy, me retiro". Los comentarios han dejado a sus fanáticos en un estado de confusión sobre sus planes futuros, ya que «parece que aún tiene que hacer un anuncio más formal de retiro».

### 2021:Los diosesyLas leyendas nunca mueren
El 22 de enero de 2021, junto con Ozuna lanzó su álbum colaborativo Los dioses que incluyó doce pistas, y ocupó el primer puesto en los Top Latin Albums y Latin Rhythm Albums de Billboard, el Apple Music Daily de Apple Music en varios países, y el Top Debut Albums de Spotify. En julio de ese mismo año, apareció en el remix del sencillo «Mr. Jones», del álbum Faith del difunto rapero estadounidense Pop Smoke. En agosto, lanzó dos canciones «Los de siempre» con Chris Jedi y «23 preguntas», dedicadas a su expareja Karol G. En septiembre, colaboró para Jhay Cortez en el tema «Ley seca», parte del álbum de Cortez, Timelezz. El videoclip superó el medio millón de visualizaciones en menos de 24 horas en YouTube.
En octubre de 2021, lanzó «Dictadura», como el primer sencillo de su próximo álbum Las leyendas nunca mueren. Fue producido por Súbelo Neo y Machael, y escrito por Mora y AA. Cuenta, además, con un videoclip dirigido por él mismo. El 3 de noviembre, participó en el «Bzrp Music Sessions, Vol. 46», junto al productor argentino Bizarrap. El sencillo ocupó el séptimo puesto en el Argentina Hot 100 de Billboard.
El 29 de noviembre de ese mismo año, lanzó su tercer álbum en solitario Las leyendas nunca mueren. El álbum ocupó el primer lugar en los Top Latin Albums y Latin Rhythm Albums de Billboard, así como también en Spotify y Apple Music.

### 2022:LLNM2
El 3 de enero de 2022, Anuel AA colabora con el rapero dominicano Rochy RD en un tema titulado Los Illuminaty. En mayo del mismo año, colabora con Chris Jedi, Chencho Corleone y Ñengo Flow en el tema La Llevo al Cielo, que pronto se convirtió en un éxito. 
El 9 de diciembre de 2022, al cantante lanza su cuarto álbum de estudio, Las Leyendas Nunca Mueren 2, continuación de su anterior trabajo y en el que cuenta con colaboraciones de lujo, como las de David Guetta, Jowell & Randy, De La Ghetto y Nicky Jam, entre otros muchos. El álbum cuenta con 33 nuevos temas, con más de dos horas de grabaciones. Entre sus canciones destacan Mercedes Tintia, el cual cuenta con más de 100 millones de reproducciones en YouTube, y EL NENE, con más de 70 millones en Spotify.

### 2023-2025:RompecorazonesyReal hasta la muerte 2
En 2023, Anuel AA anuncia el lanzamiento de Rompecorazones, álbum que tras un año de promoción acabó siendo cancelado, con la colaboración de artistas como J Balvin, Quevedo y Maluma, y con el apoyo de la discográfica Hear This Music y sus productores DJ Luian y Mambo Kingz.
El 13 de octubre de 2023, lanzó «OA», junto a Maluma y Quevedo.
El 20 de septiembre de 2024, Anuel AA a través de su perfil de Instagram comunicó que el tan esperado álbum se llamaría Real Hasta la Muerte 2, siendo la segunda parte de su gran exitoso álbum debut Real Hasta la Muerte. Se desconoce aún su fecha de salida pero según palabras del artista puertorriqueño, el álbum debería salir en mitad de la gira "RHLM2"

## Estilo e influencias musicales
Según el sitio XXL, no es considerado uno de los padres fundadores de la música trap latina. Es conocido por su firma "BRRR", que pretende imitar el sonido de un arma de fuego automática. Sus letras a menudo hablan sobre el sexo, el crimen y la vida en las calles; Paul Simpson de Allmusic las describió como "demasiado atrevidas para ser reproducidas en la radio" y destacó que su éxito se debe a los servicios de transmisión y la presencia muy activa del artista en las redes sociales. Por otro lado, Gary Suárez de la revista Vice vio su álbum de 2018 Real hasta la muerte como una colección de "relucientes trap bangers" y "reguetón que complacen al público". A pesar de su "imagen de chico malo", Suárez escribió que las canciones con temas de relación «Culpables» y «Secreto» representan "un ablandamiento de su endurecida personalidad de trapero".
Asimismo, se destaca por el uso de la palabra "bebecita" en canciones y en las redes sociales que se ha asociado con el género del reguetón, así como con su relación con Karol G.
Tras su introducción al hip-hop que se produjo al escuchar al rapero Tupac Shakur, sus canciones frecuentemente rinden homenaje a artistas estadounidenses y latinos que lo influenciaron en su juventud; los ejemplos incluyen «China», que muestra tanto «It Wasn't Me» de Shaggy y «Ella me levantó» de Daddy Yankee, y «Delincuente», que interpola «Bandoleros» de Don Omar y Tego Calderón. Está influenciado y ha colaborado con los artistas estadounidenses de hip-hop como Meek Mill y Gucci Mane, quienes al igual que él, ganaron notoriedad por cumplir condena en prisión. Al describir el impacto de Meek Mill en su música, explicó: "Escucho lo que la gente dice en las canciones, no solo las melodías. Con los raperos tienes que escuchar lo que dicen. Y, Meek está hablando cosas de verdad. Por eso admíralo". En una entrevista con Vice, expresó su admiración por la música del artista de bachata Zacarías Ferreira, el rapero dominicano de dembow, El Alfa y el cantautor inglés Ed Sheeran. También ha mostrado interés en colaborar con Post Malone y Billie Eilish.

## Vida personal

### Arresto
El 3 de abril de 2016, fue puesto bajo arresto junto a otras personas cuando según las autoridades, salió de la discoteca «Tabaco & Ron Lounge San Juan» en Santurce, Puerto Rico. Durante el control policial, se le incautaron tres pistolas, una de ellas robada; una Glock modelo 23 calibre .40; otra modelo 30 calibre .45 y una tercera modelo 19 calibre 9 mm; además de nueve cargadores y ciento cincuenta y dos municiones, en un automóvil Honda Accord del año 2007.
Sus fanáticos convocaron una manifestación en su apoyo a las afueras de la cárcel federal en Guaynabo el 15 de mayo de 2017, portando pancartas y cigarrillos en su alusión, al momento de ser detenido por las autoridades. De la misma manera, existió una campaña para su liberación llamada «Free Anuel».
El 18 de julio de 2016, fue sentenciado a treinta meses de prisión por posesión ilícita de armas de fuego. A pesar de su privación de libertad no tuvo obstáculos para el lanzamiento de nuevas canciones; por ejemplo, la nueva versión del sencillo «Ayer» llamado «Ayer 2», el cual contó con la colaboración de J Balvin, Nicky Jam y Cosculluela; para la grabación del disco, tuvo que cantar a través de una llamada telefónica, situación que fue bien recibida por sus fanáticos tal como se aprecia en YouTube y en las otras plataformas en las que subió la canción.[cita requerida]
Por otra parte, recibió un disco platino certificado por la Recording Industry Association of America (RIAA) gracias a las altas ventas de «Ayer» grabado bajo la producción de DJ Nelson. También se mostró agradecido con toda la gente que lo siguió apoyando y que a pesar de su situación no lo han olvidado, afirmando:

Gracias a ustedes tengo el privilegio de recibir mi primer disco de platino estando en prisión todavía. Este premio se lo dedico a mi hijo y a ustedes que escuchan mi música y son Real hasta la muerte.

Además, grabó un álbum completo llamado Real hasta la muerte en colaboración con otros artistas; múltiples sencillos como «Me contagié» en colaboración con Kendo Kaponi y «Ceniza en cenicero».

### Relaciones sentimentales

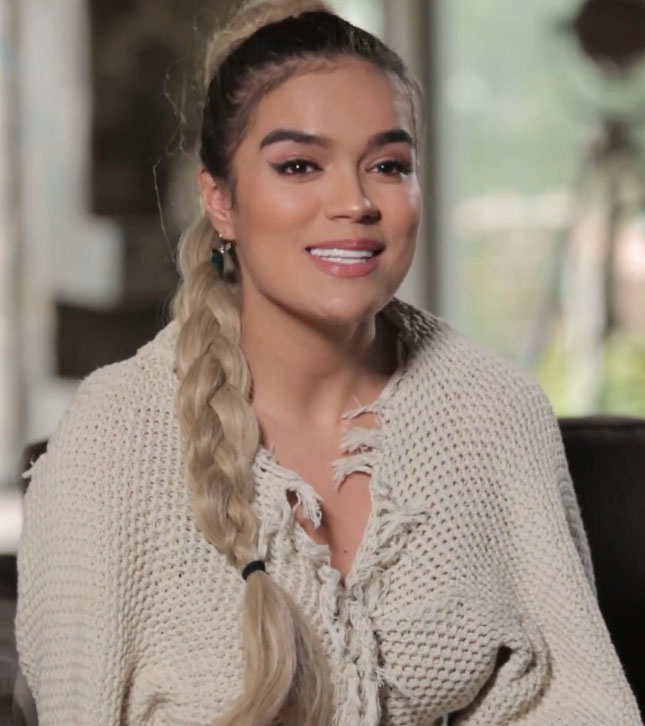
Karol G, su pareja entre 2018 y 2021.

Es padre de hijo llamado Pablo Anuel con su excónyuge, Astrid Cuevas. Luego conoció a la cantante colombiana Karol G en agosto de 2018 en el estudio del video musical de su canción «Culpables», un mes después de su liberación de prisión. En enero de 2019, confirmaron su relación, y 25 de abril del mismo año, ésta llegó a los Premios Billboard de la Música Latina con un anillo de diamantes "masivo", confirmando el compromiso de la pareja. En marzo de 2021, se informó que se separaban después de casi un año de compromiso.
A continuación, en 2023, comenzó una relación con la cantante dominicana Yailin La Más Viral, con quien se casó en junio del mismo año. El 9 de febrero de 2023, ocho meses después del matrimonio, anunció su separación y divorcio de ésta.

## Controversias
El 14 de septiembre de 2018, lanzó una tiraera llamada «Intocable», dirigida al rapero Cosculluela, la cual fue ampliamente criticada debido a su blasfemia y comentarios sobre la homosexualidad y los pacientes con VIH/sida. En la canción, se refiere a la modelo y presentadora de televisión La Taína como un "cerdo" por su estado de VIH positivo. Debido a la reacción del público, su concierto en la sede del Coliseo de Puerto Rico, programado para el 12 de octubre de ese año, fue cancelado por su equipo de producción y productor principal Paco López; luego se disculpó por el contenido de la canción y explicó: Es el peor error de mi carrera. No necesito esto y pido disculpas a todas las personas a las que ofendí. A los homosexuales, a las personas con sida, a La Taina [la modelo] y a los que perdieron todo después. Huracán María ... Mis fanáticos merecen que yo sea una mejor persona, y pido disculpas a todos en Puerto Rico.
A principios de marzo de 2019, discutió con la cantante Ivy Queen en Instagram después de que éste cuestionara cómo es que ella todavía podría ser considerada la «reina del reguetón», argumentando que no había tenido una canción exitosa en más de siete años, y además cuestionó si Karol G, su entonces pareja, debería adoptar el término. Los seguidores en esa red social especularon sobre por qué hizo los comentarios, mientras tanto Ivy Queen respondió con comentarios sobre de dónde venía y cómo fue una pionera, allanando el camino para que otras mujeres la siguieran.

## Discografía

#### Álbumes de estudio
- 2018: Real hasta la muerte
- 2020: Emmanuel
- 2021: Las leyendas nunca mueren
- 2022: LLNM2

#### Álbumes colaborativos
- 2021: Los dioses (junto a Ozuna)